# Pterolamia strandi
Pterolamia strandi là một loài bọ cánh cứng trong họ Cerambycidae.